# Пенья Ромуло, Карлос
Ка́рлос Пе́нья Ро́муло (исп. Carlos Peña Rómulo; 14 января 1899, Камилинг, Тарлак, Филиппины — 15 декабря 1985, Манила, Филиппины) — филиппинский государственный деятель и дипломат, министр иностранных дел Филиппин (1968—1984).

## Биография
В 1918 году окончил Филиппинский университет, получив степень бакалавра искусств, в 1921 — Колумбийский университет, получив степень магистра искусств в области педагогики, в 1935 получил почётную степень доктора юридических наук в университете Нотр-Дам, штат Индиана; в 1946 — почётную степень доктора литературы в колледже Роллинс, штат Флорида; в 1948 — почётную степень доктора философии в Афинском университете, Греция; и в апреле 1949 года — почётную степень доктора права в Филиппинском университете.
С 1931 гожа — на журналистской работе.
В 1937—1941 годах — издатель газет в Маниле,
в 1943—1944 годах — секретарь по вопросам информации и общественных связей в администрации президента Мануэля Кесона.
В 1944—1946 годах — комиссар-резидент Филиппин в Соединённых Штатах Америки,
в 1944—1945 годах — исполняющий обязанности министра государственного просвещения.
Во время Второй Мировой войны: личный адъютант генерала Д. Макартура. в сентябре 1944 года стал бригадным генералом. Участвовал в высадке в Лейте и освобождении Манилы.
Глава делегации Филиппин на первой сессии Генеральной Ассамблеи Организации Объединённых Наций в Лондоне (январь-февраль 1946 год) и на всех последующих сессиях. В ходе третьей очередной сессии в Париже в сентябре-декабре 1948 года и в Нью-Йорке в апреле 1949 года избирался председателем специальных комитетов по политическим вопросам и вопросам безопасности. Избирался Председателем четвёртой очередной сессии, которая открылась 20 октября 1949 года в Нью-Йорке; подписал от Филиппин Бреттон-вудское соглашение в 1945 году. Делегат от Филиппин на Конференции Администрации Организации Объединённых Наций по вопросам помощи и послевоенного восстановления, состоявшейся в марте 1940 года в Атлантик-Сити; в 1946 году — глава делегации Филиппин на Лондонской конференции по разрушенным районам. В марте-апреле 1948 года — глава делегации Филиппин и Председатель Конференции Организации Объединённых Наций по вопросу о свободе информации, Женева. В январе 1949 года делегат от Филиппин на состоявшейся в Дели Конференции по Индонезии.
В 1950—1952 годах — министр иностранных дел Филиппин.
В 1952—1953 годах — посол в США и постоянный представитель при ООН. В 1953 г. ушёл с поста постоянного представителя в ООН и посла, чтобы выставить свою кандидатуру на выборах президента страны, но снял её в пользу Рамона Магсайсая.
В 1954 году был назначен личным послом президента Магсайсая в Вашингтоне и остался на этом посту при президенте Карлосе Гарсии. Большую часть того же периода являлся постоянным представителем Филиппин в ООН.
В 1962—1968 годах — президент Университета Филиппин.
В 1968—1984 годах — министр иностранных дел Филиппин.
Похоронен на Кладбище Героев в Тагиге.

## Политическая публицистика
Занимался литературным творчеством. Автор театральных пьес и учебников английского языка. Основные произведения:
- «Приливы и отливы на Дальнем Востоке» (Changing Tides in the Far East, 1928);
- «Реалистическая переоценка филиппинской проблемы» (A Realistic Re-examination of the Philippine Problem, 1934);
- «Я видел падение Филиппин» (I Saw the Fall of the Philippines, 1942);
- «Мать Америка» (Mother America, 1943);
- «Мои братья американцы» (My Brother Americans, 1946);
- «Смотрите, как подымаются Филиппины» (See the Philippines Rise, 1946);
- «Единые» (The United, 1951);
- «Рассказ о Магсайсае» (The Magsaysay Story, 1956);
- «Миссия в Азии» (Mission to Asia, 1964).

В 1942 г. получил Пулитцеровскую премию в области журналистики за серию статей о предвоенной поездке по странам Дальнего Востока.

## Семья
Женат с 1924 г. Жена в 1924–1968: Вирджиния Льямас. Дети: Карлос Льямос Грегорио Висенте и Рикардо Хосес Роберто Рей. Вторая жена: Бет Дэй